# Shuyukh Tahtani (nahija)
Nahija Shuyukh Tahtani (ar. ناحية شيوخ تحتاني‎) je nahija u okrugu Ayn al-Arab, u sirijskoj pokrajini Alep. Površina nahije je 318,86 km2. Po popisu iz 2004. (prije rata), nahija je imala 43.861 stanovnika. Administrativno sjedište je u naselju Shuyukh Tahtani.